# Ebba Pettersson
Ebba Konstantia Pettersson, som barn kallad Petra, född 3 mars 1903 i Österåkers socken, Uppland, död 12 juli 1986 i Stockholm, var en svensk gallerist och antikvitetsbokhandlare.
Ebba Pettersson var dotter till arrendatorn Nils Gustaf Pettersson i en barnskara om elva barn. Hon kom att arbeta som bokhandelsbiträde i Stockholm innan hon 1939 öppnade ett eget antikvariat med namnet Lilla Paviljongen, som senare fick namnet Hos Petra, i korsningen Högbergsgatan-Östgötagatan. Lokalen kom att fungera en blandning mellan antikvariat, boklåda, litterärt café och konstsalong. På 1950-talet kom hennes salong att bli en samlingspunkt för Metamorfosgruppen, från början av 1960-talet för konkretister som Bengt Emil Johnson, Lars Gunnar Bodin och Jan W. Morthenson. År 1962 flyttades salongen upp på Glasbruksklippan, där den låg fram till 1980, då Ebba Pettersson drog sig tillbaka från verksamheten. Hon är begravd på Djurö kyrkogård.